# Sino-Australiens
Les Sino-Australiens sont des citoyens australiens d'ascendance chinoise. Selon le recensement, en 2016, il y avait  1 213 903 personnes d'origine chinoise en Australie, soit 5,6 % de la population totale du pays.

## Histoire

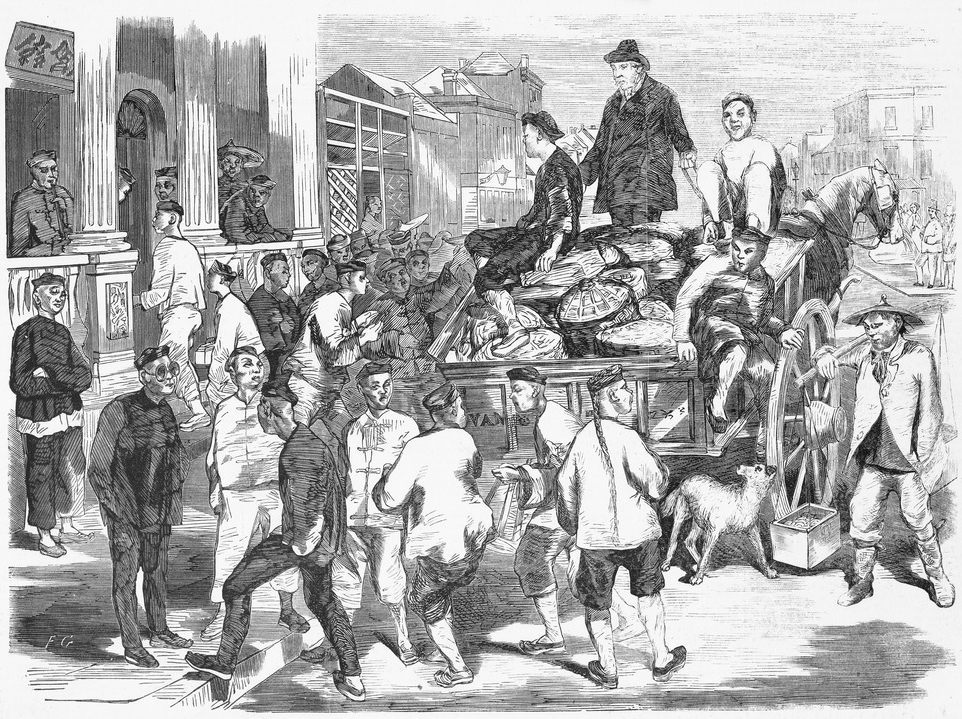
Migrants chinois arrivant à Chinatown à Melbourne en 1866.

L'implication des Chinois dans l'histoire australienne est ancienne. Il existe des liens précoces entre les deux pays, remontant à l'époque à laquelle Macao et Canton servaient d'importants ports commerciaux avec les colonies. Mak Sai Ying (également connu en tant que John Shying) est le premier migrant Chinois officiellement enregistré en 1818. Dans un premier temps fermier, il devient en 1829 le tenancier du pub The Lion à Parramatta. Au début du XIXe siècle, l'immigration est limitée et sporadique, et ceux qui s'installent en Australie sont principalement des marchands libres ou des aventuriers, ainsi que le plus souvent des travailleurs en contrat d'indenture.
Les ruées vers l'or en Australie attirent de nombreux Chinois. 11 493 Chinois arrivent en 1855 à Melbourne Ce chiffre est d'autant plus impressionnant, que cinq ans auparavant, la ville ne comptait qu'environ 25 000 habitants. En raison du racisme largement répandu au Parlement et dans les mines d'or, les premières restrictions à l'immigration chinoise et les première lois visant spécifiquement les Chinois sont votées en 1855. Cependant, du fait de la longueur des frontières entre les colonies d'Australie et de faiblesse de leur surveillance le nombre de Chinois dans les mines d'or continue d'augmenter. De violentes émeutes anti-chinoises éclatent en 1857 dans la vallée de la Buckland, et en 1860 et 1861 en Nouvelle-Galles du Sud, auxquelles s'ajoutent des discriminations quotidiennes. Toutefois, les Chinois s'implantent durablement, en plusieurs des quartiers où ils vivent alors forment aujourd'hui encore des Chinatowns. Ils établissent également des sociétés, dont certaines sont encore actives aujourd'hui, qui fournissent du soutien aux Chinois des colonies.
À la suite des ruées vers l'or, le nombre de Chinois vivant en ville croît, et le développement de leurs commerces et industries contribue grandement à la croissance de Melbourne et de Sydney à la fin du XIXe. Toutefois, l'immigration chinoise en Australie demeure majoritairement masculine. Dans les années 1860, environ 40 000 Chinois vivant en Australie, dont seulement douze femmes. Ce déséquilibre homme-femme mène aux mariages de certains hommes chinois avec des femmes d'ascendance européenne.

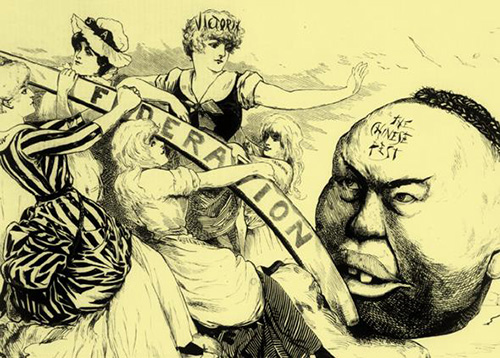
Caricature de 1888 illustrant le sentiment anti-chinois, motivation importante en faveur de la fédéralisation.

 Le sentiment anti-chinois contribue fortement à l'établissement de la Fédération d'Australie. Parmi les premières lois de la nouvelle fédération se trouve celle établissant la politique de l'Australie blanche. Cette politique rend quasiment impossible l'arrivée de nouveaux migrants chinois en Australie. Aussi, à la suite de la fédéralisation, la population sino-australienne tend à diminuer. Toutefois, les Sino-Australiens continuent de contribuer à la société australienne, et plus de 200 d'entre eux combattent durant la Première Guerre mondiale, et également lors de la Seconde Guerre mondiale.
La fin de la politique de l'Australie blanche conduit à l'accroissement et à la diversification de la communauté sino-australienne. En effet, alors que précédemment, l'immigration se limitait au sud de la Chine, à Macao et à Hong-Kong, elle s'étend dorénavant au reste du pays et aux Chinois d'outre-mer. La première vague est essentiellement constituée de réfugiés chinois du Vietnam et du Cambodge dans les années 1970. Puis viennent les migrants économiques en provenance de Hong Kong dans les années 1980 et 1990.
À la suite des manifestations de la place Tian'anmen en 1989, Bob Hawke, alors Premier ministre, autorise les étudiants de Chine continentale à s'installer de façon permanente en Australie. Depuis les années 1990, le flux d'arrivées en provenance de Chine continentale et de Taïwan est en constante augmentation. De nouvelles institutions sont créées pour satisfaire ces nouveaux-arrivés, ainsi que les plus anciennes, telles que la Chambre de commerce chinoise, qui reprend du service. Des journaux en langue chinoise sont de nouveau publiés. L'égalité en matière d'accès à la citoyenneté et de regroupement familial après 1972 a pour conséquence le rétablissement d'un certain équilibre homme-femme au sein de la population sino-australienne.
Les Chinois forment à présent la troisième population née à l'étranger, après les Anglais et les Néo-Zélandais.

## Démographie
| État et territoire                     | Nombre  | % de la population |
| -------------------------------------- | ------- | ------------------ |
| Nouvelle-Galles du Sud                 | 520 190 | 6,95               |
| Victoria                               | 374 721 | 6,32               |
| Queensland                             | 142 443 | 3,03               |
| Australie-Méridionale                  | 52 997  | 3,16               |
| Australie-Occidentale                  | 105 588 | 4,27               |
| Tasmanie                               | 7 273   | 1,43               |
| Territoire du Nord                     | 1 499   | 0,66               |
| Territoire de la capitale australienne | 22 738  | 5,72               |
| Autres territoires                     | 498     | 10,87              |

En 2016, 596 711 personnes, soit 2,5 % de la population, déclarent parler le mandarin à la maison et 280 943 personnes, 1,2 % de la population déclarent parler le cantonnais. Au total 71,5 % des Sino-Australiens déclarent parler une langue chinoise à la maison.

## Représentation population
- Tsebin Tchen (en), sénateur pour l'État de Victoria de 1999 à 2005, né à Chongqing, premier Sino-Australien et premier migrant asiatique élu au Parlement d'Australie[6].
- Zhenya Wang (en), sénateur pour l'Australie-Occidentale de 2014 à 2016, né à Nankin.
- Harry Chan (en), maire de Darwin de 1966 à 1969, premier Sino-Australien élu à un tel poste[7].